# 다카하타 도모야
다카하타 도모야(일본어: 髙畑 智也, 1994년 12월 2일~)는 일본의 축구 선수이다.

## 구단 경력
그는 2017년 J3리그의 SC 사가미하라에 입단했다. 2019년 일본 풋볼 리그의 마쓰에 시티 FC(FC 카구라 시마네)로 이적했다. 2022년까지 87경기에 출전하여, 12득점을 넣었다.